# Теодор Фрідріх Вільгельм Мерклін
Теодор Фрідріх Вільгельм Мерклін (нім. Theodor Friedrich Wilhelm Märklin; 2 квітня 1817, Тірінґен — 20 грудня 1866, Геппінген) — німецький підприємець і засновник іграшкової компанії Märklin.

## Біографія
Мерклін опанував ремесло бляхаря і 1840 року оселився у вюртемберзькому містечку Геппінген, де 1856 року отримав громадянство. У 1859 році, після смерті своєї першої дружини Софі, яка померла від раку в 1857 році, він одружився з Кароліною Хеттіх (1826-1893) з Людвігсбурга, родичкою національного економіста Фрідріха Ліста. У шлюбі народилося четверо дітей, зокрема сини Євген і Карл Меркліни. Того ж року Мерклін розпочав власну справу як майстер-жерстяник і відкрив власну майстерню, де виготовляв, серед іншого, жерстяний посуд, лялькові будиночки та кухні. Тому 1859 рік вважається роком заснування виробника іграшок Märklin. Його дружина взяла на себе продажі, подорожуючи південною Німеччиною, Австрією та Швейцарією з торговим туром. Кароліна була однією з перших жінок-торгових представників і вирізнялася своїми організаторськими здібностями та неабияким талантом продавця.
З 1866 року, після ранньої нещасної смерті засновника компанії, його вдова спочатку продовжувала керувати компанією. Через два роки Кароліна вийшла заміж вдруге, але її надії на те, що новий чоловік підтримає її в бізнесі, не справдилися. Її дорослі сини також не були зацікавлені в сімейному бізнесі. Лише після смерті чоловіка у 1880-х роках її сини Євген і Карл Меркліни перебрали на себе управління компанією у 1888 році, яка спочатку торгувала під назвою Märklin Bros.